# 海軍技術研究所

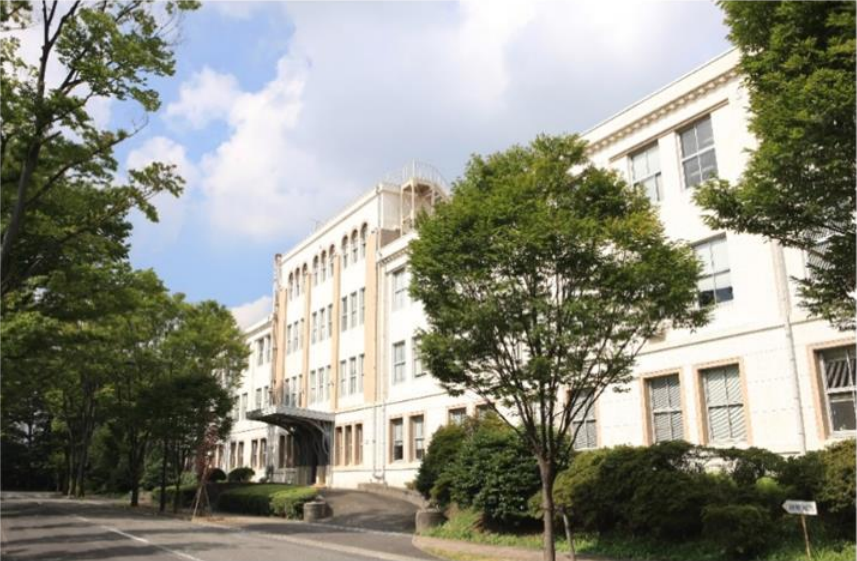
海軍技術研究所（1930年に建造）

海軍技術研究所（かいぐんぎじゅつけんきゅうじょ、旧字体：海󠄀軍技術研究所󠄁）は、航空機、化学兵器、通信機器（電気兵器）、電波兵器等、海軍技術に関する研究開発を行う日本海軍の機関である。後に航空研究部が分離され、海軍航空技術廠に統合された。

## 沿革
1923年（大正12年）年3月24日、海軍技術研究所令（勅令第52号）が発布され、4月1日、海軍造兵廠研究部、海軍艦型試験所、海軍航空機試験所を統合し、海軍艦政本部隷下の機関として東京府東京市京橋区築地に設立される。創設時は研究部（工務、砲熕、作業、科学、水雷、電気、造船、造機、光学、航空の10班）と工作課、庶務課、会計課、医務課の4課で構成されていた。
1924年（大正13年）5月1日、横須賀出張所を設置。ここでは電信兵の採用に関する実験心理応用及び適性検査の実施研究を担当した。
同年11月21日、霞ケ浦出張所を設置。
1925年（大正14年）6月2日、研究部と工作課を科学研究部、電気研究部、航空研究部、造船研究部に分離。
1927年（昭和2年）年、築地の研究所用地が東京市魚市場・中央市場に指定されたため、目黒町三田に用地を求め、1930年（昭和5年）9月9日に移転を完了。
1930年（昭和5年）7月21日、平塚出張所が設置され、科学研究部第二科（化学兵器担当）が同所に移転。
1932年（昭和7年）4月1日、航空研究部を廃止。なお、航空研究部は横須賀海軍工廠航空機実験部・同航空発動機実験部と統合され、海軍航空技術廠が開設されている。
同年12月、平塚出張所無線電信実験室を設営。
1934年（昭和9年）4月1日、科学研究部を理学研究部、化学研究部に分離。
1937年（昭和12年）1月、電気研究部の編成が基礎研究、無線送信、無線受信、無線応用、音響兵器、電気応用の6科に改められる。
1939年（昭和14年）5月、材料研究部を新設。
1940年（昭和15年）4月、音響研究部を新設。これは電気研究部で実施していた音響関係を分離したものである。
1942年（昭和17年）4月、実験心理研究部を新設。
1943年7月、電波研究部を新設。
1945年2月、電気研究部、電波研究部、音響研究部を廃止。これらの研究部は第二海軍技術廠に移管された。
1945年11月30日、海軍省廃止とともに解体された。
終戦後まもなく研究所跡地に慶應義塾大学工学部が移転し、目黒仮校舎の名称で1946年8月まで使用した。

## 研究内容
- 化学研究部：化兵理化学、化兵医学、応用兵器、化兵造修・工作法
- 理学研究部：基礎的基本研究（一般物理、材料強弱、化学、冶金）、適用的基本研究（砲熕、水雷、航海、光学、機関、火工）、実験心理
- 電気研究部：無線兵器（短波通信など）
- 造船研究部：艦艇推進・抵抗、艦艇強力・振動・動揺・旋回、艦艇防御・艤装
- 航空研究部：風洞実験、飛行船、飛行機、航空無線機

## 歴代研究所長
1. 野田鶴雄 造兵少将：1923年4月1日 - 1925年12月7日（1925年12月1日：造兵中将）[6]
2. 平賀譲 造船少将：1925年12月7日 - 1930年12月1日（1926年12月1日：造船中将）[7]
3. 伊藤孝次 造機中将：1930年12月1日 - 1933年11月15日[8]
4. 箕原勉 造兵中将：1933年11月15日 - 1935年11月15日[9]
5. 氏家長明 機関少将：1935年11月15日 - 1936年12月1日[10]
6. 日高鑛一 造兵少将：1936年12月1日 - 1939年11月15日（1937年12月1日：造兵中将）[11]
7. 都築伊七 中将：1939年11月15日 - 1940年11月15日[12]
8. 二階堂行健 中将：1940年11月15日 - 1942年11月1日[13]
9. 徳川武定 技術中将：1942年11月1日 - 1944年12月20日[14]
10. 徳永栄 中将：1944年12月20日 - 1945年11月1日[15]

## 関連人物
- 森永晴彦